# 艾山街道
艾山街道，是中华人民共和国山东省济南市钢城区下辖的一个乡镇级行政单位。

## 行政区划
艾山街道下辖以下地区：力源、汶水山庄、新兴、湖滨、棋山、云澍、动力、月季、北城子坡、南城子坡、陈家庄、陶家岭、逯家庄、周家坡、张庄、宋家庄、傅家桥、高家庄、卞家泉19个社区，古墩、大回家庄、南于家庄、清泥沟、徐家庄、寨子、雁埠子、卧龙港、胡家宅、肖马庄、罗汉峪、双杨桥、西施家峪、贤女庙、方家庄、北楼、庙子、九龙庄、东施家峪、大龙门、南仓峪、高峪、清泉峪、中施家峪、纸房、小上峪26个行政村。